# Glacier Pío XI
Pour les articles homonymes, voir Bruggen (homonymie).
Le glacier Pío XI, également connu sous le glacier Brüggen, est un glacier côtier situé dans la région de Magallanes et de l'Antarctique chilien, dans la zone australe du Chili. Il fait partie de l'ensemble des glaciers qui composent le champ de glace Sud de Patagonie, étant le plus important de tous les glaciers de la zone avec ses 1 265 km2 de superficie.

## Toponymie
Le deuxième nom du glacier, ainsi que celui du champ de glace Dr Juan Brüggen auquel il appartient, ont été donnés pour honorer le géologue allemand Juan Brüggen Messtorff.

## Géographie
Le glacier Pío XI descend par le versant occidental du champ de glace sud de Patagonie à travers le fjord Eyre sur une longueur totale de 64 km, faisant de lui le plus grand glacier de l'hémisphère sud, si l'on exclut l'Antarctique. Contrairement à la majorité des glaciers dans le monde, ce glacier a connu une avancée importante lors des dernières décennies.

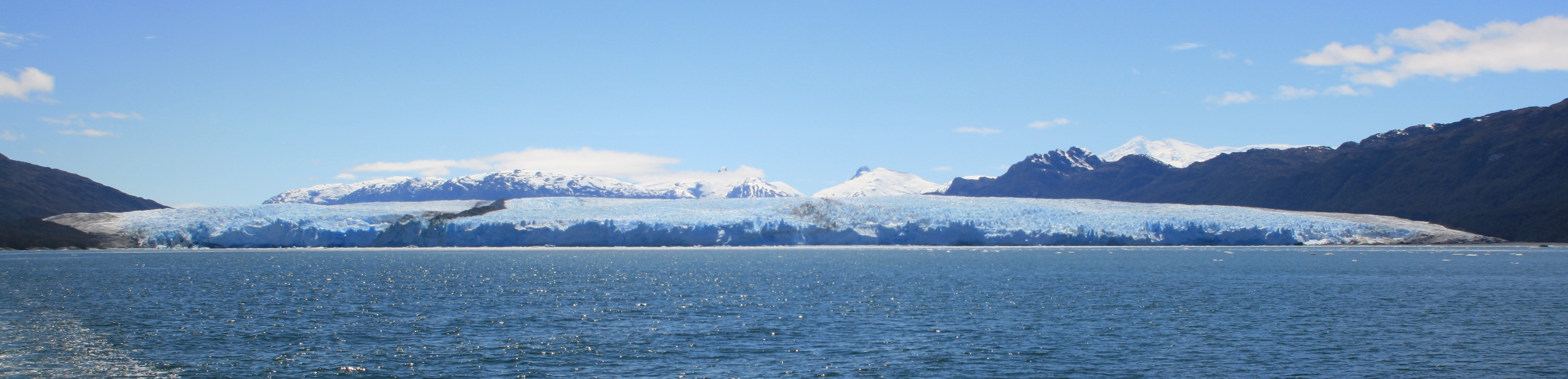
Le trait brun observable dans la partie gauche du glacier est formé par une moraine médiane.
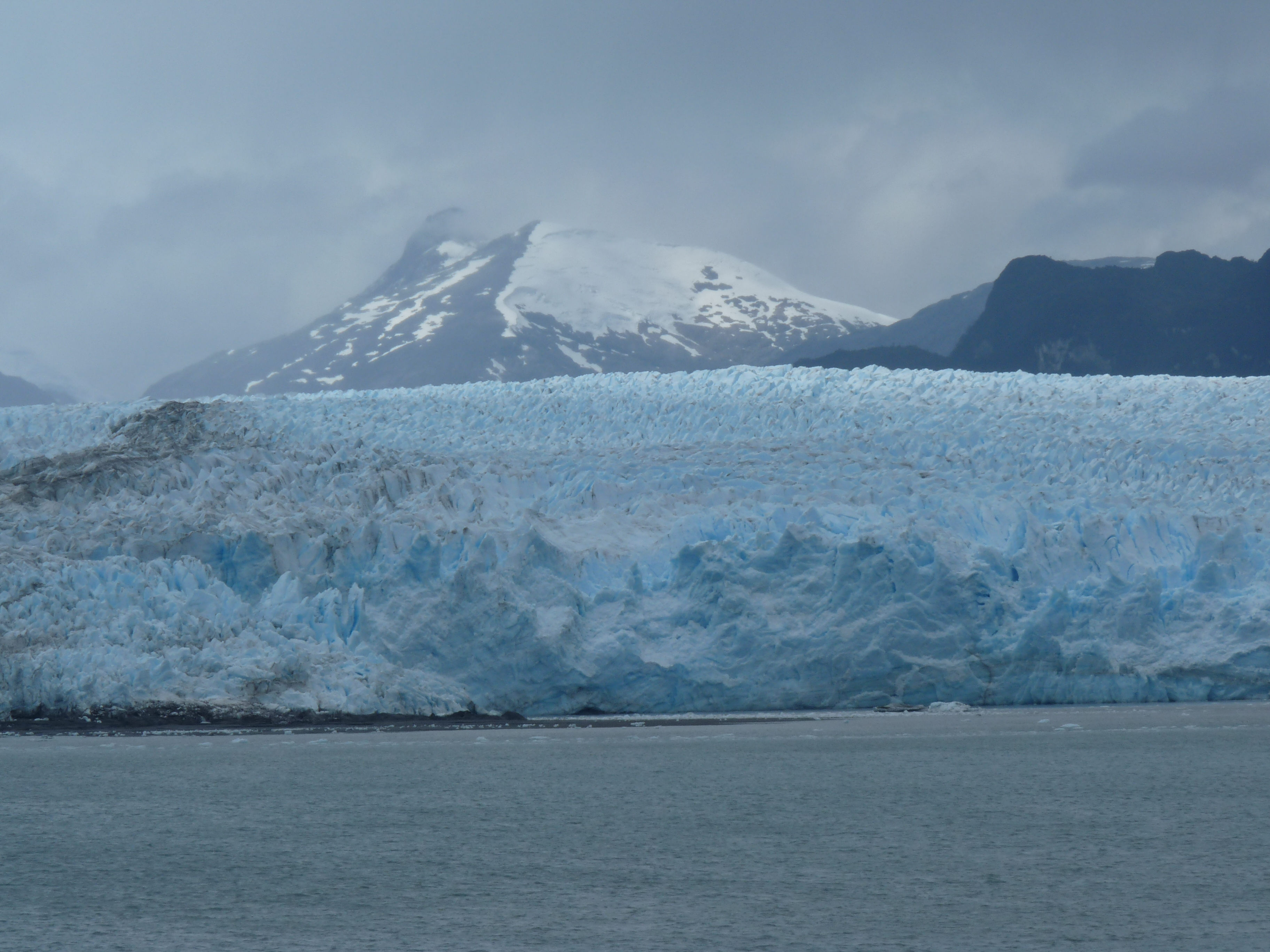
Vue rapprochée du front glaciaire.